# História da WWE
A história da WWE remonta ao início dos anos 1950, quando foi fundada em 1953 como Capitol Wrestling Corporation (CWC). Ele passou por várias mudanças de nome ao longo dos anos, de CWC para World Wide Wrestling Federation (WWWF) em 1963 para World Wrestling Federation (WWF) em 1979 e para World Wrestling Entertainment (WWE) em 2002. Desde 2011, ele se autodenomina apenas como WWE.
A WWE é a maior promoção de wrestling profissional do mundo. Ele promoveu alguns dos lutadores e histórias de maior sucesso e apresentou algumas das lutas e momentos mais icônicos e significativos da história do entretenimento esportivo. Atualmente, a WWE exibe vários programas de alto nível, como Raw e SmackDown, em mais de 150 países, hospeda pelo menos 12 eventos pay-per-view por ano, incluindo WrestleMania, e realiza aproximadamente 320 eventos ao vivo por ano em todo o mundo. Em 2014, a WWE lançou a primeira rede de streaming 24 horas por dia, 7 dias por semana, que eventualmente exibiria toda a biblioteca de vídeos da WWE.

## Capitol Wrestling Corporation

### Primeiros anos (1953–1963)
As origens da WWE remontam à década de 1950, quando em 7 de janeiro de 1953, o primeiro show sob a Capitol Wrestling Corporation (CWC) foi produzido. Há alguma incerteza sobre quem foi o fundador da CWC. Algumas fontes afirmam que foi Vincent J. McMahon enquanto outras fontes citam o pai de McMahon, Roderick James “Jess” McMahon (que morreu em 1954) como o fundador original da CWC. A NWA reconheceu um indiscutível NWA World Heavyweight Champion que foi a várias promoções de wrestling profissional na NWA. O campeonato foi defendido em todo o mundo. A NWA geralmente promovia atiradores fortes como campeões, para dar credibilidade ao esporte trabalhado e se proteger contra traições. Enquanto faziam bons negócios no meio-oeste (a região central da NWA), esses lutadores atraíram pouco interesse no território da CWC. Em 1961, o conselho da NWA decidiu, em vez disso, colocar o campeonato no showman "Nature Boy" Buddy Rogers, uma atração muito mais eficaz na região.[8] O resto da NWA estava descontente com McMahon e Toots Mondt porque ele raramente permitia que Rogers lutasse fora do Nordeste. Mondt e McMahon queriam que Rogers mantivesse o NWA World Heavyweight Championship, mas Rogers não estava disposto a sacrificar seu depósito de $ 25.000 pelo cinturão do campeonato (os detentores do campeonato na época tinham que pagar um depósito para garantir que honrariam seus compromissos como campeão). Rogers perdeu o NWA World Heavyweight Championship para Lou Thesz em uma luta one-fall em Toronto, Ontário, Canadá, em 24 de janeiro de 1963, o que levou Mondt, McMahon e a CWC a deixar a NWA em protesto, criando a World Wide Wrestling Federation. (WWWF) no processo.[9][10]